# Enrique Dátilo
Dátilo Enrique Giacchino, generalmente conocido como Enrique Dátilo (Buenos Aires, Argentina, 1906 - ibídem, 28 de julio de 1995) , fue un
```
libretista radial 
argentino
.
```

## Carrera
Fue considerado como uno de los más distinguidos guionistas radiales de la época.
Si bien tuvo algunas respetadas creaciones a lo largo de su carrera, su gran éxito fue el radioteatro Gran Pensión El Campeonato que se emitió a partir de 1940  durante diez temporadas consecutivas hasta 1952 a través de la onda de Radio Belgrano. Dirigido por Tito Martínez del Box, y con un elenco que incluía a Antonia Volpe (doña Asociación), Félix Mutarelli (Pedrín el fiambrero); Tino Tori (reeemplazado tras su muerte por  Carlos Castro como Bernabé, Zelmar Gueñol (el académico García), Roberto Fugazot (don Lorenzo) y Oscar Villa (Huracán). Dicho radioteatro adquirió reconocimiento con "un humorístico reflejo del campeonato profesional de fútbol".